# South Kilvington
South Kilvington – wieś w Anglii, w hrabstwie North Yorkshire, w dystrykcie (unitary authority) North Yorkshire. Leży 37 km na północny zachód od miasta York i 316 km na północ od Londynu. Miejscowość liczy 231 mieszkańców.